# 사타케 요시사토

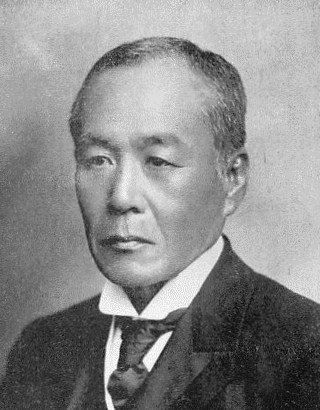
사타케 요시사토

사타케 요시사토(일본어: 佐竹義理, 1858년 10월 10일 ~ 1914년 4월 26일)는 이와사키 번의 9대 마지막 번주이다. 소마 나카무라번주 소마 미치타네의 셋째 아들로, 어릴적 이름은 쓰네마루(常丸)이다.
이와사키 번의 8대 번주 사타케 요시쓰마의 조카로, 보신 전쟁 때 요시쓰마와 행동을 같이 했다. 그 덕분에 전후 은상으로서 2천 냥을 지급받았다. 메이지 2년(1869년) 5월 25일, 요시쓰마가 은거함에 따라 그 뒤를 이었다. 같은 해 6월에 판적봉환으로 지번사가 되었고, 거처를 이와사키 촌으로 옮겨 번 이름을 이와사키 번으로 개명하였다. 메이지 4년(1871년), 폐번치현으로 면직되었다.
메이지 9년(1876년), 사법성에서 법학생도로 임명되었으나, 이듬해 1월 병을 이유로 사퇴하였다. 메이지 17년 7월, 자작이 되었다. 메이지 23년 7월, 귀족원 의원으로 선출되었다. 이후 보험회사의 사장 등 실업가로서 활약하였다. 다이쇼 3년(1914년)에 57세로 사망하였다.
| 전임 사타케 요시쓰마 | 제9대 이와사키 번 번주 1869년 ~ 1871년 | 후임 폐번치현 |